# 波杜耶沃市镇
波杜耶沃市镇（羅馬化：Opština Podujevo），是科索沃普里什蒂納區的一个市镇，行政中心为波杜耶沃。市镇面积为633平方公里，人口数量为88,499人（2011年）。